# アラブ語学院
アラブ語学院（アラブごがくいん、アラビア語: مجمع اللغة العربية, 英語: Academy of the Arabic Language）は、1934年にエジプトのカイロに設立されたアラビア語の発展・統制を目的とする研究機関である。
2013年キング・ファイサル国際賞アラビア語・アラビア文学部門受賞。